# Орський міський округ
О́рський міський округ (рос. Орский городской округ) — міський округ у складі Оренбурзької області Російської Федерації.
Адміністративний центр — місто Орськ.

## Історія
2001 року до складу Орської міської ради обласного підпорядкування передано Криловську, Мирну, Тукайську та Ударницьку сільради, а також село Ора та селище Новокозачий. Станом на 2002 рік існували:
| Поселення                               | Площа, км² | Населення, осіб (2002) | Населені пункти                            |
| --------------------------------------- | ---------- | ---------------------- | ------------------------------------------ |
| Орська міська рада                      | -          | 250963                 | місто Орськ                                |
| :Ленінський район                       | -          | 80457                  | -                                          |
| :Жовтневий район                        | -          | 97756                  | -                                          |
| :Радянський район                       | -          | 72750                  | -                                          |
| ::у підпорядкуванні Радянського району  | -          | 364                    | село Ора                                   |
| :у підпорядкуванні Орської міської ради | -          | 660                    | селище Новокозачий                         |
| Криловська сільська рада                | -          | 1286                   | села Криловка, Урпія, селище Казарма 20 км |
| Мирна сільська рада                     | -          | 577                    | селище Мирний                              |
| Тукайська сільська рада                 | -          | 360                    | село Тукай                                 |
| Ударницька сільська рада                | -          | 1208                   | село Ударник                               |

2004 року Орська міська рада перетворена в Орський міський округ.

## Населення
Населення — 231901 особа (2019; 244004 в 2010, 255418 у 2002).

## Населені пункти
| № | Населений пункт       | Населення, осіб (2002) | Населення, осіб (2010) |
| - | --------------------- | ---------------------- | ---------------------- |
| 1 | Казарма 20 км, селище | 19                     | 30                     |
| 2 | Криловка, село        | 1156                   | 1172                   |
| 3 | Мирний, селище        | 577                    | 358                    |
| 4 | Новокозачий, селище   | 660                    | 618                    |
| 5 | Ора, село             | 364                    | 400                    |
| 6 | Орськ, місто          | 250963                 | 239800                 |
| 7 | Тукай, село           | 360                    | 361                    |
| 8 | Ударник, село         | 1208                   | 1164                   |
| 9 | Урпія, село           | 111                    | 101                    |